# Place de la République (Saint-Ouen-sur-Seine)
La place de la République est une place de Saint-Ouen-sur-Seine, dans le département de la Seine-Saint-Denis.

## Situation et accès

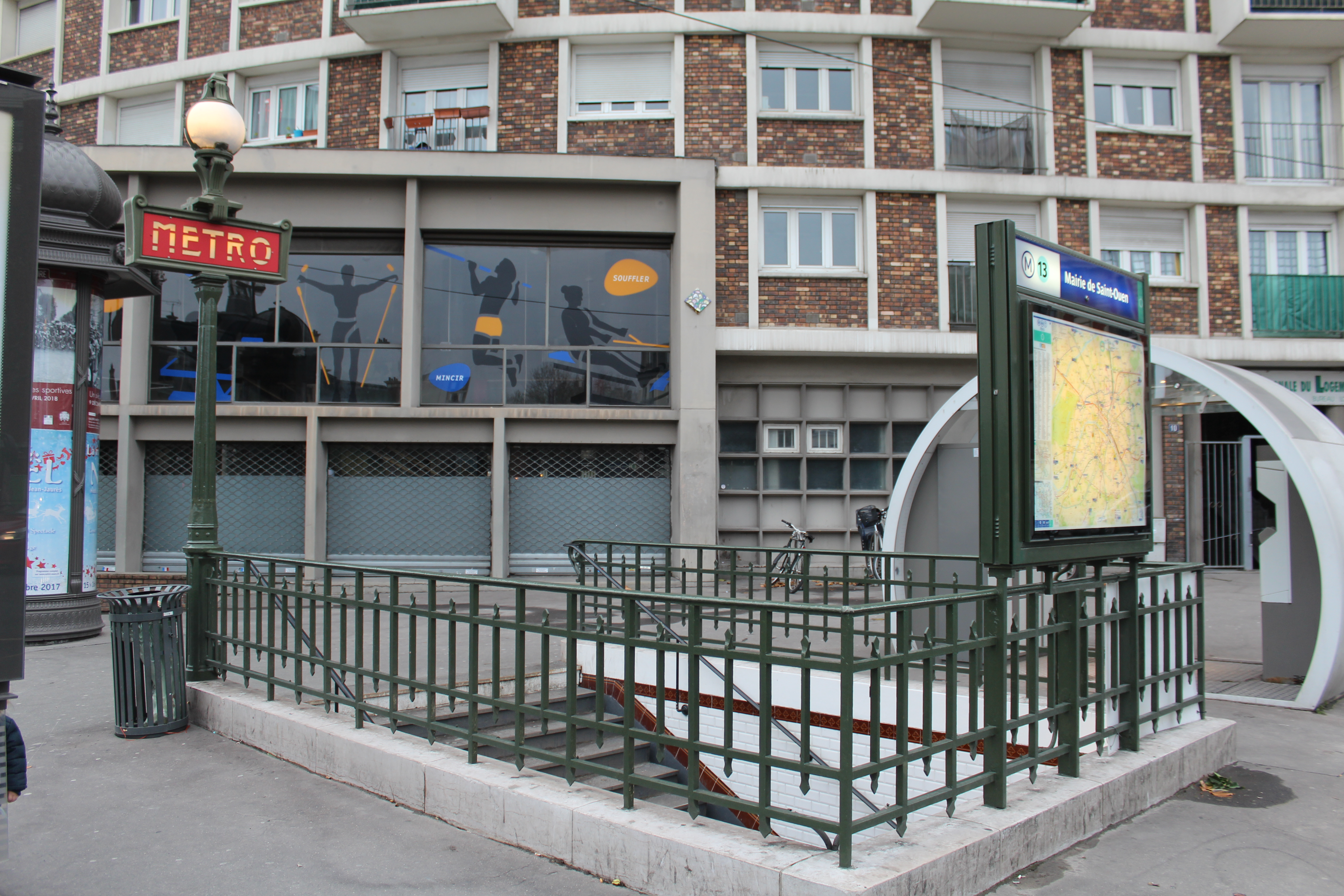
Une bouche de métro sur la place.

Occupant une position centrale dans la ville, la place est située autour de la patte d'oie formée par le boulevard Victor-Hugo et l'avenue Gabriel-Péri, au sud, et le boulevard Jean-Jaurès au nord. Elle est parfois encore appelée place de la Mairie du fait de la présence de l'hôtel de ville, et de la station de métro éponyme, Mairie de Saint-Ouen.
Plusieurs autres rues locales y convergent : rue Adrien-Meslier, rue Jules-Guesde, avenue Paul-Lafargue, rue d'Alembert.

## Historique

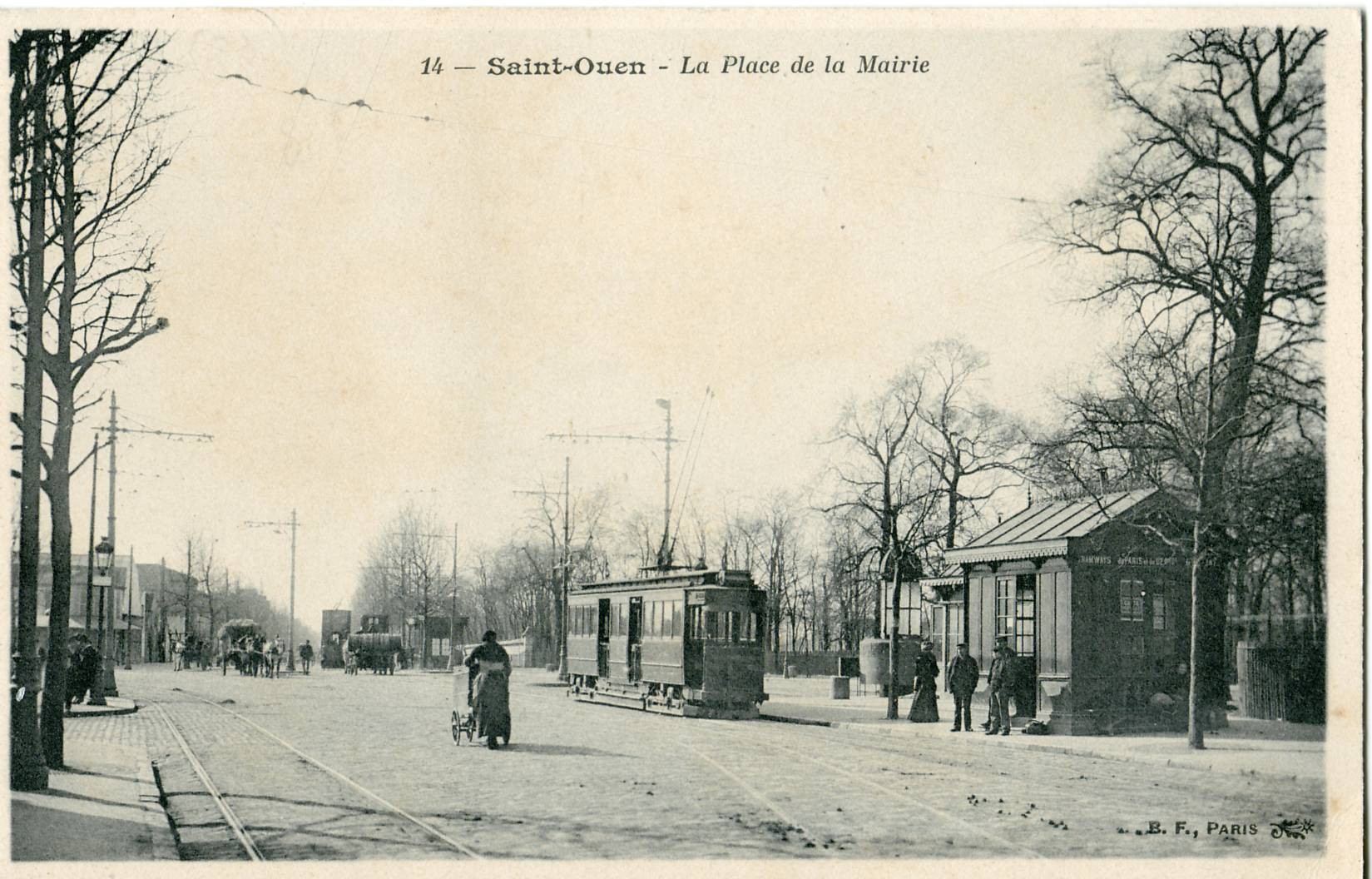
La place de la Mairie, vers 1900.

Avant la construction de l'actuelle mairie, le lieu-dit à la convergence de la route de la Révolte (boulevard Victor-Hugo) et de la route de Paris (avenue Gabriel-Péri) était appelé Maison Blanche. Une longue allée partait de cette place circulaire pour mener au château de Saint-Ouen.
Le 20 août 1944, vers 16 heures 30, à cet endroit et dans les rues avoisinantes s'engage une fusillade s’engage entre les Allemands et les FFI. Le centre de secours situé rue Ampère est alerté de la présence de blessés. Le sapeur-pompier René Mary et deux camarades de la 9e compagnie d’incendie, se précipitent alors à l’extérieur du centre afin de porter secours aux victimes et se dirigent vers la place de la Mairie en avançant rue Diderot. À ce moment, une rafale tirée dans la direction des sapeurs-pompiers atteint mortellement René Mary. Le ministère des Anciens combattants lui attribua la mention « Mort pour la France ».
Cette place est aujourd'hui un pôle d'échanges de longue date, historiquement des tramways parisiens avec pas moins de cinq lignes qui y convergeaient (lignes 42, 54, 55, 66, 73). De nos jours ce rôle est encore prégnant, la place étant desservi par de nombreuses lignes de bus ainsi que par les lignes de métro 13 et 14.

## Bâtiments remarquables et lieux de mémoire
- No  6 : Centre Administratif et Social Fernand-Lefort, ancien bâtiment de la Banque de France[5].
- No  7 : Hôtel de ville de Saint-Ouen-sur-Seine, construit en 1868[6].

## Galerie

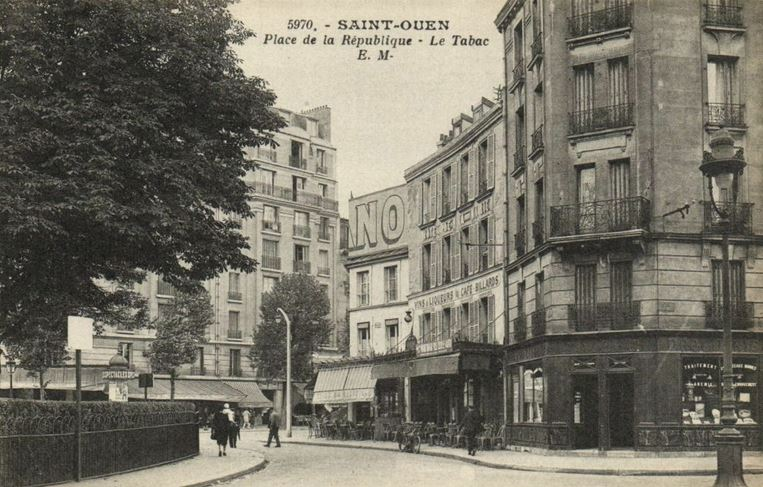
La place de la République
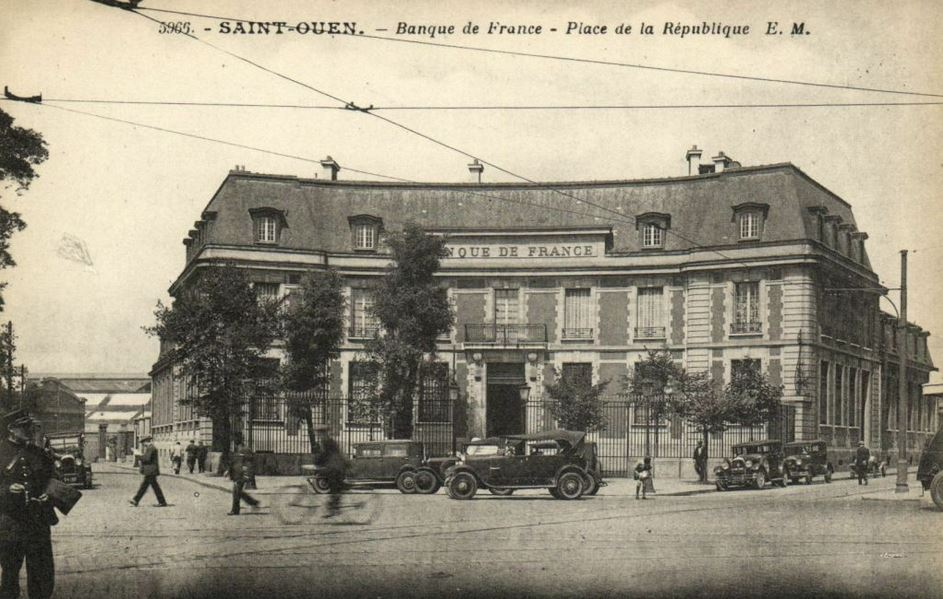
Ancien bâtiment de la Banque de France
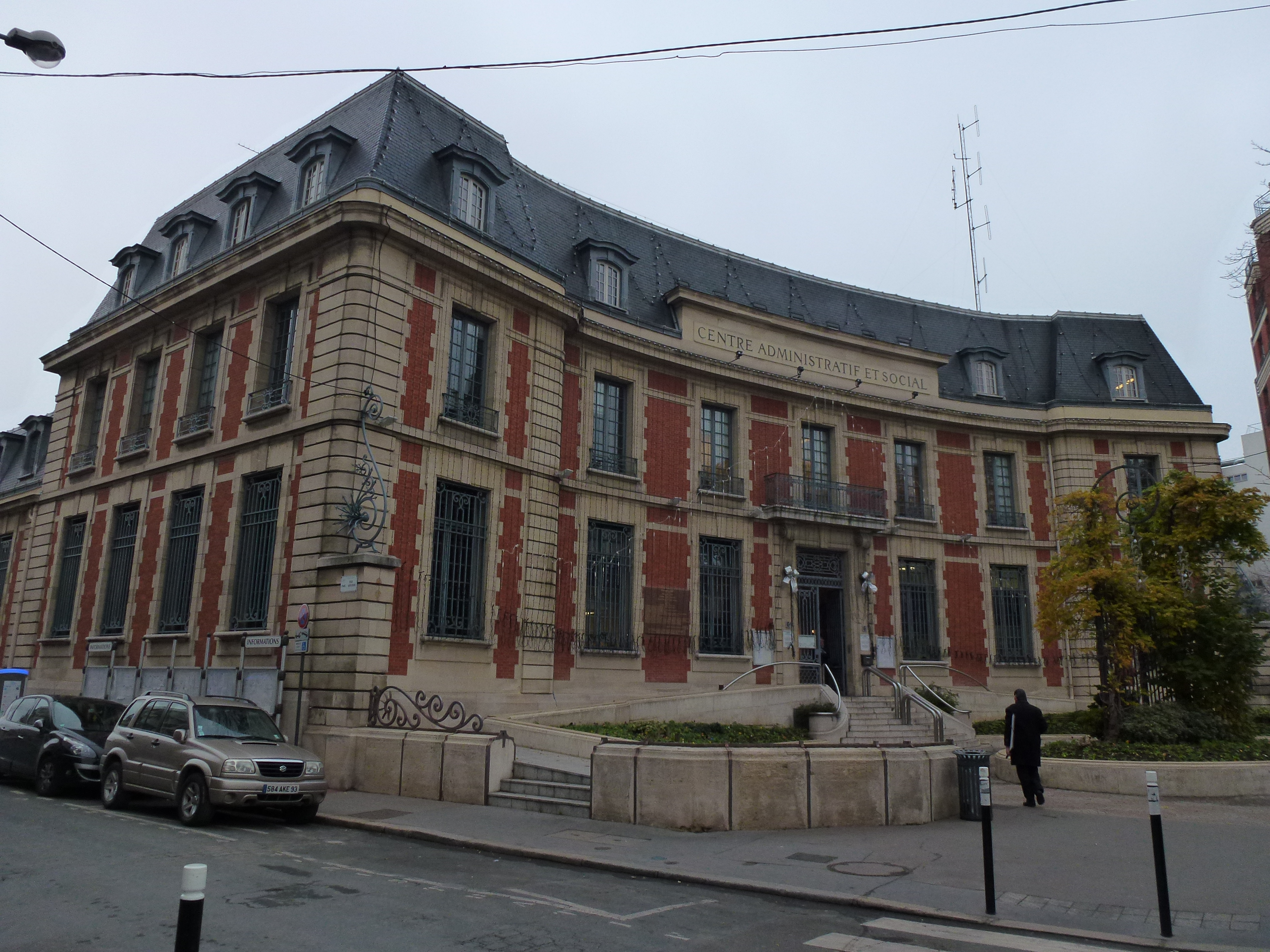
Centre Administratif et Social
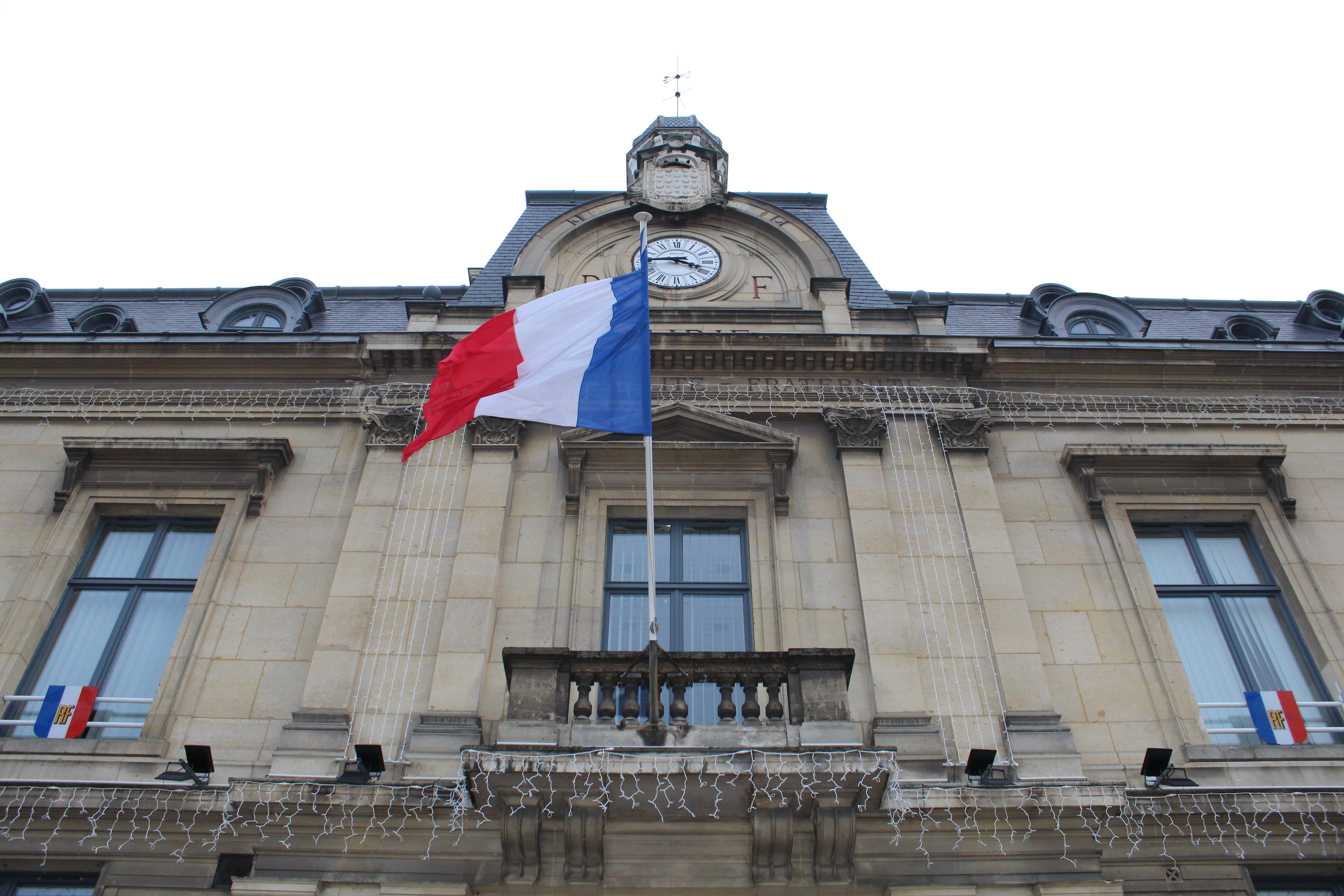
Détail du fronton de l'hôtel de ville.